# بنیاد شهید دکتر بهشتی
بنیاد شهید دکتر بهشتی مربوط به دوره پهلوی اول است و در تهران، خیابان مجاهدین اسلام، بین کوچه مجاهد و کوچه نورانی واقع شده و این اثر در تاریخ ۲ بهمن ۱۳۸۲ با شمارهٔ ثبت ۱۰۸۶۷ به‌عنوان یکی از آثار ملی ایران به ثبت رسیده است. این مکان در سال ۱۳۱۷ با هدف نگهداری از کودکان بی‌سرپرست خریداری شد که پس از بازسازی در سال ۱۳۲۰ سرانجام در پائیز سال ۱۳۲۴ شروع به فعالیت نگهداری از کودکان بی‌سرپرست را تحت نظارت دادگستری تهران به عهده گرفت و تا امروز در همین زمینه به فعالیت خود ادامه داده است.